# Tanzania Commission for Science and Technology
La Tanzania Commission for Science and Technology in sigla COSTECH (Commissione della Tanzania per le scienze e la tecnologia) è un'organizzazione parastatale affiliato con il governo della Tanzania. COSTECH fu creato da una legge dell'Assemblea nazionale della Tanzania nel 1986 come successore del Consiglio di ricerca scientifico nazionale della Tanzania (Tanzania National Scientific Research Council)
La commissione è una fililae del ministro delle comunicazioni, scienze e tecnologia (MCST).
La sede principale è a Dar es Salaam.